# Городоцька ратуша
Городо́цька ра́туша — приміщення магістрату міста Городка, що у Львівській області. Побудована в 1832 р. у класицистичному стилі. Розташована на південному розі центральної площі міста.
У плані споруда П-подібна, двоповерхова. Над головним входом розташована квадратна у плані ратушна вежа. На вежі на рівні третього поверху міститься герб Городка, на рівні четверного поверху — чотири балкончики. Вище розміщений годинник-куранти з чотирма циферблатами, на кожному з яких написано «Городок» і «2004», тобто час встановлення нового годинника. У минулому вежу завершував конічної форми гостроверхий дах з флюгером. На фото до Першої світової війни цей шпилястий дах ще можна побачити, на польських міжвоєнних фото його вже немає. З такою вежею ратуша виглядала більш довершеною і стрункою.
Нині ратушу використовують за її прямим призначенням — тут розміщена Городоцька міська рада. Крім того, на першому поверсі міститься Городоцький історико-краєзнавчий музей (працює лише в будні).

## Фотографії

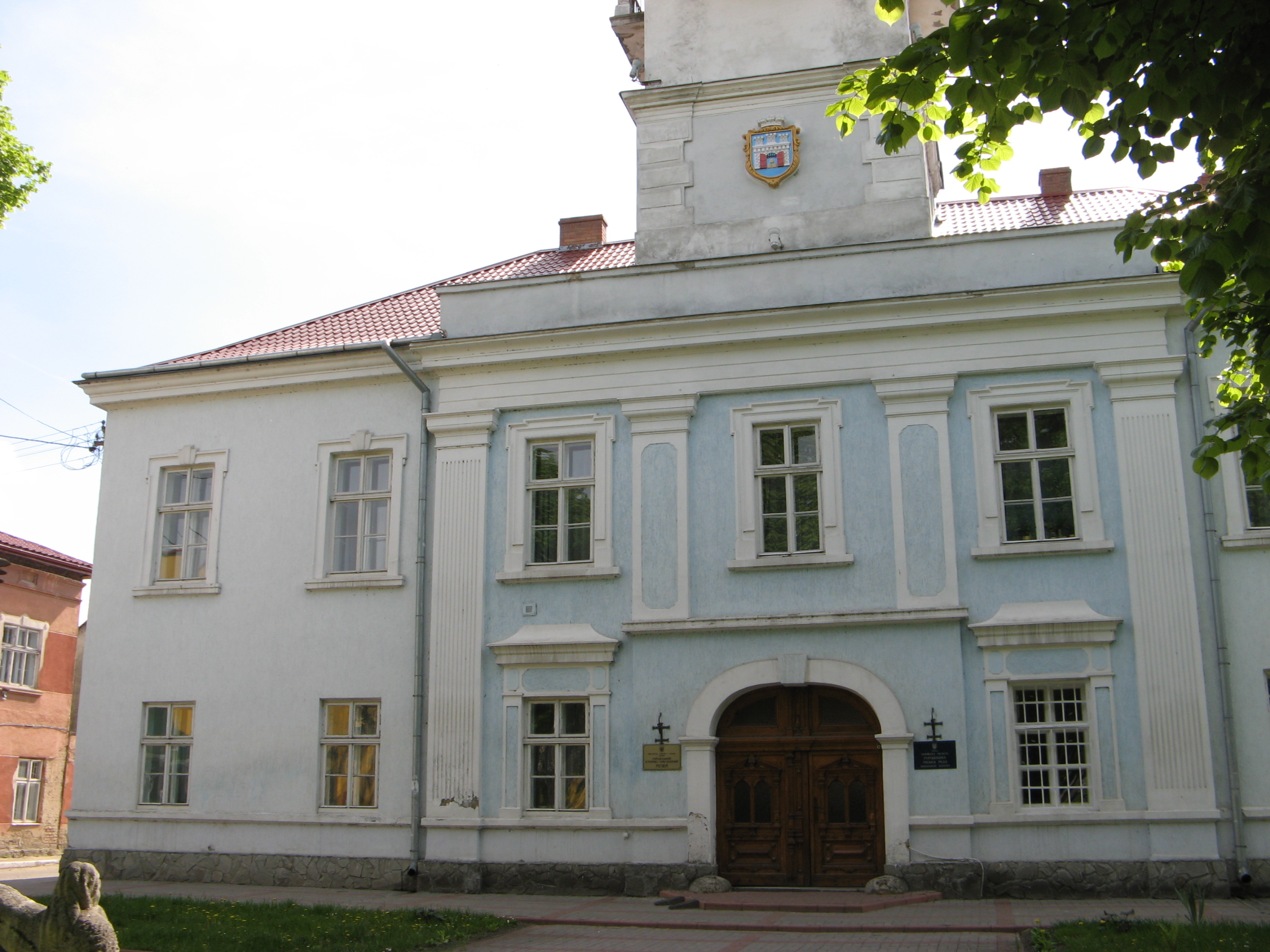
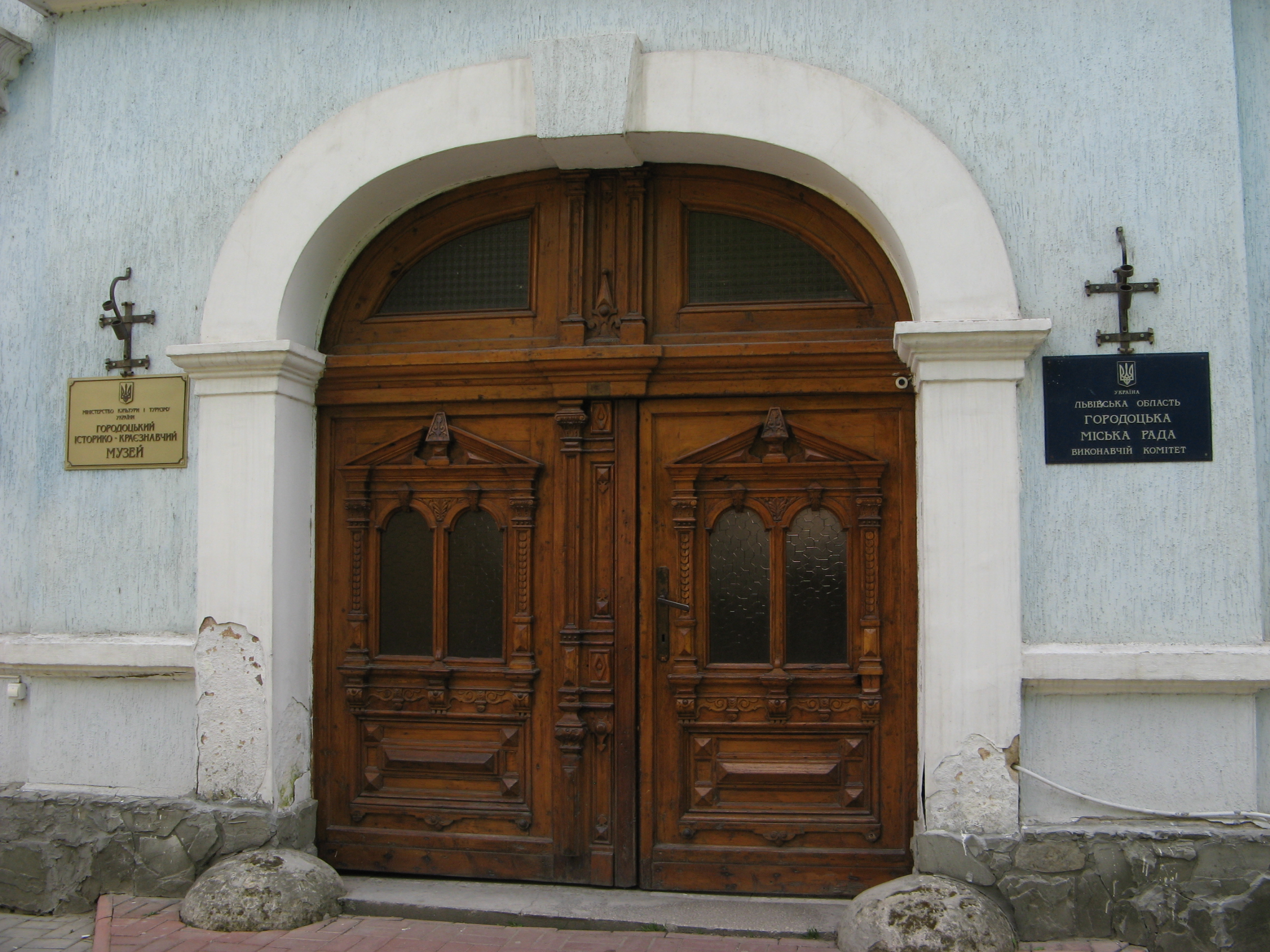
Головний вхід
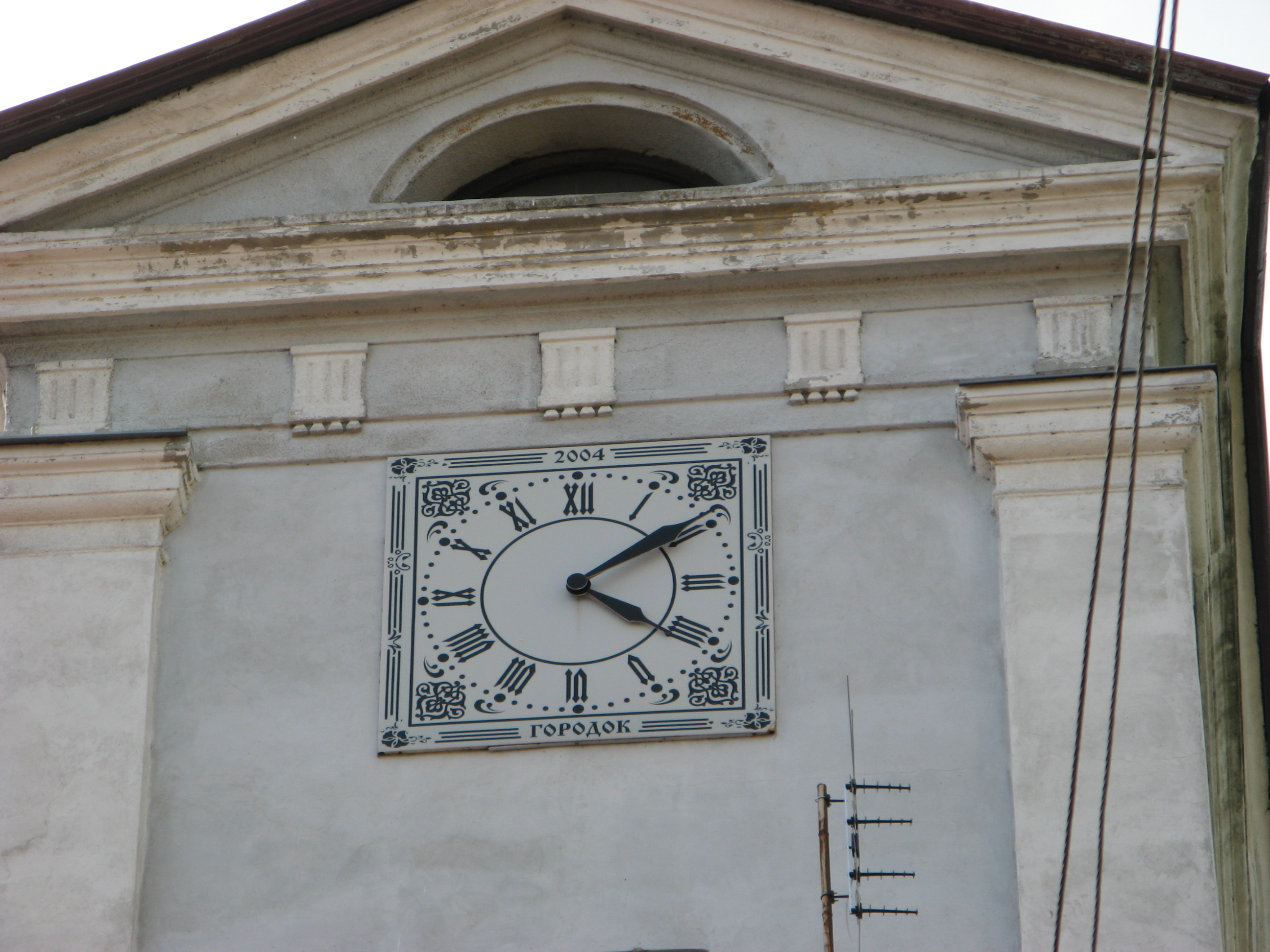
Куранти
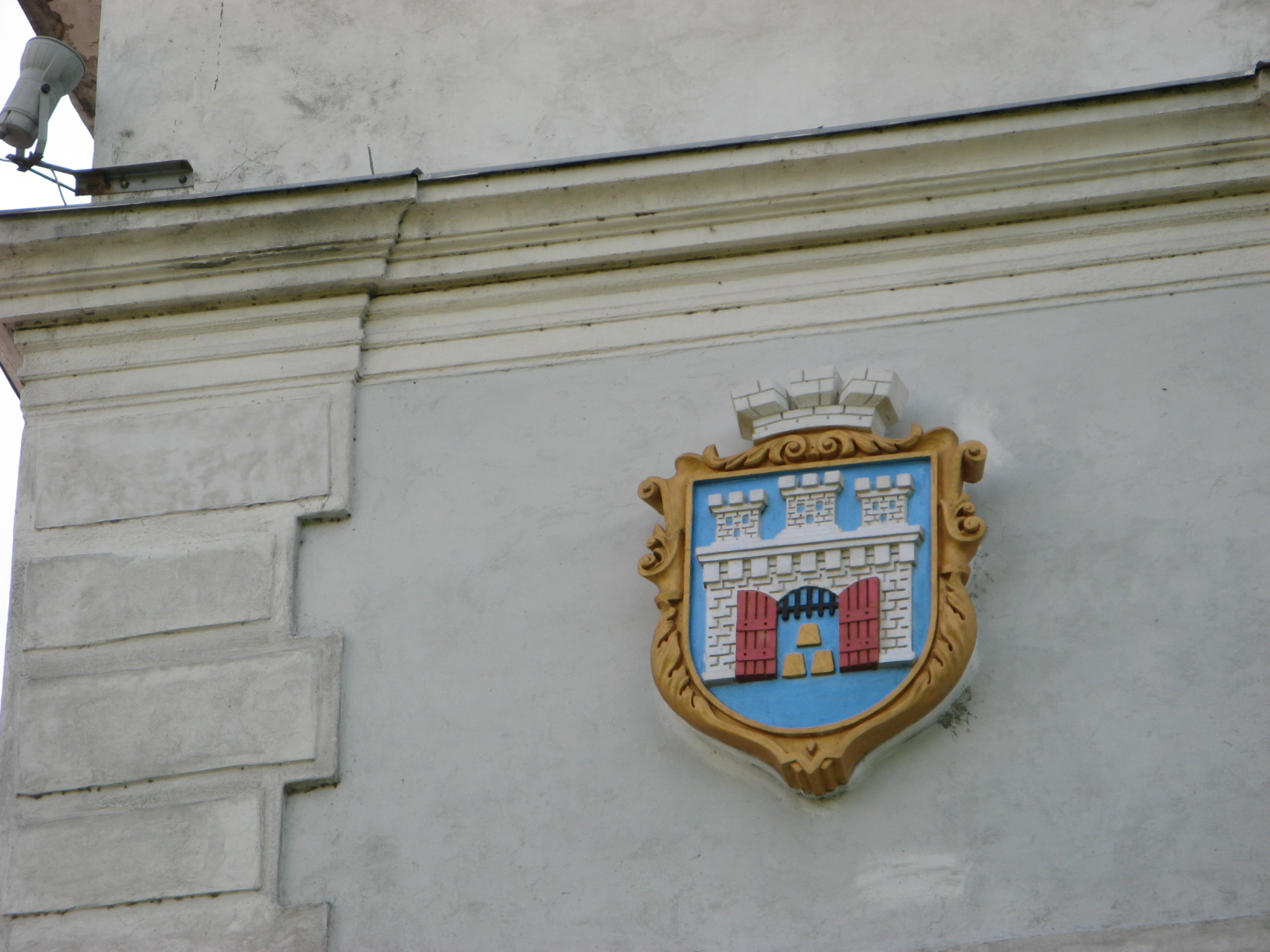
Герб Городка
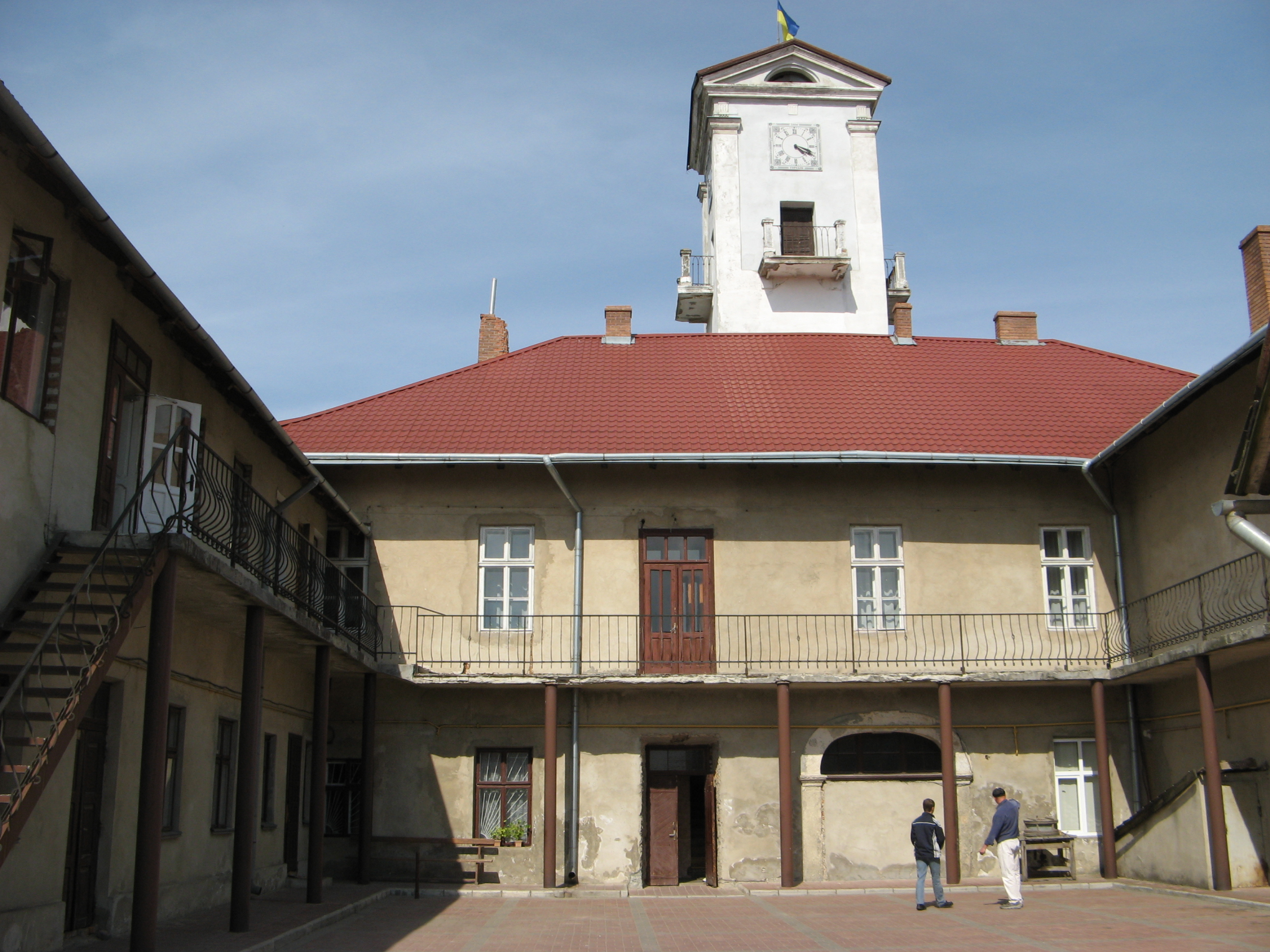
Внутрішнє подвір'я